# 943 a.C.

## Eventos
- Fim do reinado de Nabu-Mukin APLI.